# Géographie du Zimbabwe
Le Zimbabwe possède des frontières terrestres avec quatre pays : le Mozambique, le Botswana, la Zambie et l'Afrique du Sud (principal partenaire économique en Afrique). Au total le Zimbabwe possède 3 066 km de frontières. Le point le plus haut se situe à 2 592 m, il s'agit du mont Nyangani.
Le Zimbabwe, bien que vaste pays (390 000 km2), ne possède pas de littoral ; ce manque d'accès à l'océan se fait ressentir dans l'économie du Zimbabwe. Les problèmes environnementaux que subit le Zimbabwe sont la déforestation, l'érosion des terres, la pollution de l'air et de l'eau, les troupeaux de rhinocéros noirs menacés d'extinction.

## Géographie physique

### Topographie

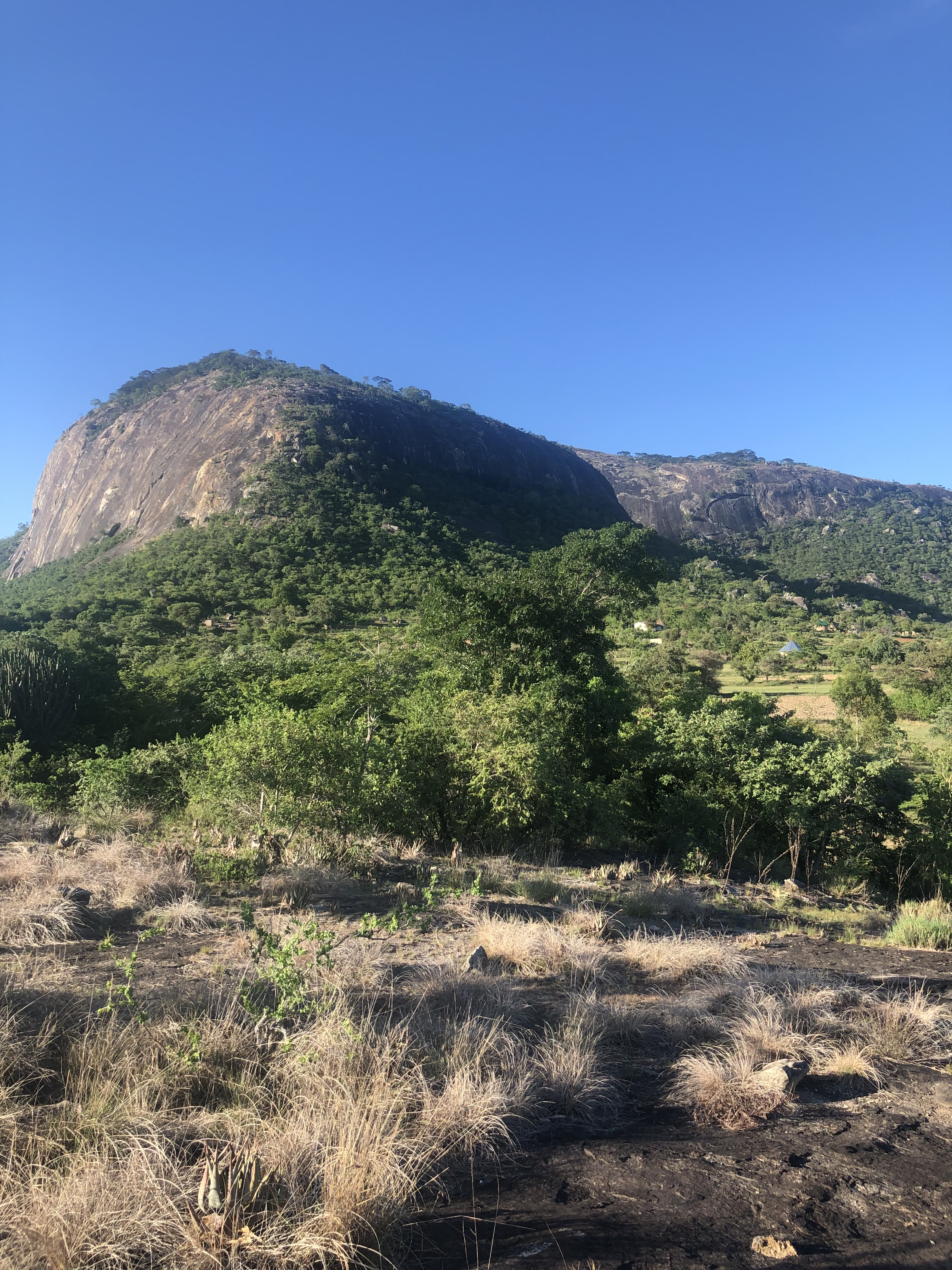
Le mont Denzva, près de Rukweza (province de Masvingo).

Le Zimbabwe est majoritairement composé de plateaux et de basses collines. Le plateau le plus connu est le Mafungabusa qui se trouve au centre ouest du pays. Les seules montagnes qui composent le pays sont situées au centre est de Harare, la capitale.

### Hydrologie
- Liste des cours d'eau au Zimbabwe (en)

### Géologie
- Géologie du Zimbabwe (en)
- Grande Digue (en)
- Liste des unités stratigraphiques fossilifères au Zimbabwe (en)

Ressources naturelles : charbon, minerai de chrome, amiante, or, nickel, cuivre, minerai de fer, vanadium, lithium, étain, platine

### Climat
Le climat du Zimbabwe est fortement tropical, ce qui correspond à une température constante toute l'année, autour de 25 °C environ grâce à l'altitude relativement élevée du pays, marqué par une saison des pluies entre novembre et mars notamment. Le reste de l'année, un temps très sec prédomine dans tout le pays.

## Environnement
- Liste des écorégions au Zimbabwe (en)
- Vie sauvage au Zimbabwe (en)
- Parcs nationaux au Zimbabwe (en)
- Zones protégées au Zimbabwe (en)

## Géographie humaine
- Démographie du Zimbabwe
- Groupes ethniques au Zimbabwe (en)
- Diaspora zimbabwéenne (en) (30 %)
- Subdivisions du Zimbabwe (en)
- Provinces du Zimbabwe

### Réseau de transport
- Transport au Zimbabwe (en)